# Ferrovia sospesa

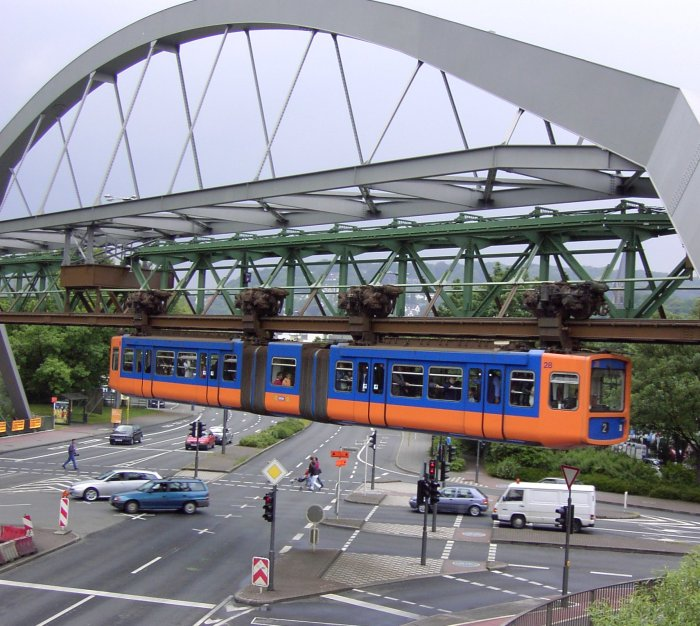
La Schwebebahn di Wuppertal

Una ferrovia sospesa è un particolare tipo di ferrovia in cui i veicoli viaggiano sospesi al di sotto della via di corsa anziché sopra di essa.

## Tipologia
Tale tipo di ferrovia può essere a sua volta a monorotaia (come le "Schwebebahn" tedesche) o a binario (come i sistemi SAFEGE e simili). Tuttavia, questi ultimi sono spesso considerati anch'essi sistemi a monorotaia in quanto le due rotaie sono racchiuse all'interno di una struttura il cui aspetto esterno è quello di un'unica trave. Il servizio offerto dalle ferrovie sospese può essere, in base all'estensione e ad altre caratteristiche, sia di tipo people mover sia di tipo metropolitano.

## Storia
La prima ferrovia sospesa della storia fu la monorotaia Enos Electric Railway costruita nel 1886 a Greenville, nel New Jersey. Attivata a scopo dimostrativo, nonostante l'interesse della stampa non portò ad una realizzazione su scala più ampia.

## Ferrovie sospese in esercizio
Tra le più conosciute ci sono la Wuppertaler Schwebebahn (Wuppertal) e la Schwebebahn di Dresda (simile ad una funicolare), che hanno preso il concetto di Schwebebahn dal loro inventore Eugen Langen. Altro tipo molto simile di ferrovia sospesa è la "H-Bahn" che funziona nel campus universitario di Dortmund e nella città di Düsseldorf.
Qui l'elenco completo delle ferrovie sospese in esercizio:
- Chiba : Monorotaia urbana di Chiba (Giappone)
- Dortmund : Dortmund H-Bahn (Germania)
- Dresda : Schwebebahn Dresden (Germania)
- Düsseldorf : Düsseldorf H-Bahn (Germania)
- Kamakura - Fujisawa : Monorotaia Shonan (Giappone)
- Memphis : Ferrovia sospesa di Memphis (Stati Uniti)
- Tokyo : Ueno Zoo Monorail (Giappone)
- Wuppertal : Wuppertaler Schwebebahn (Germania)

## Progetti futuri
Su questo concetto di trasporto ferroviario sono allo studio due tipi di progettazioni.

### Aerobus
Il primo, chiamato "Aerobus", dopo alcune sperimentazioni in Svizzera, Germania e Canada, è in progettazione nella metropoli cinese di Weihai, ed è una ferrovia sospesa con una struttura di sostegno più leggera rispetto alle attuali installazioni. Le rotaie in alluminio vengono appese a costruzioni a cavo secondo la modalità di ponte sospeso (la distanza fra piloni massima è pari a 600 metri), vengono attorniate dai carrelli dall'esterno.
|  |

### Whoosh
Il secondo, chiamato "Whoosh" (onomatopea del soffio del vento), è un sistema anch'esso sospeso su una monorotaia, ma azionato ad aria compressa, ed attualmente in fase di studio.

## Galleria d'immagini

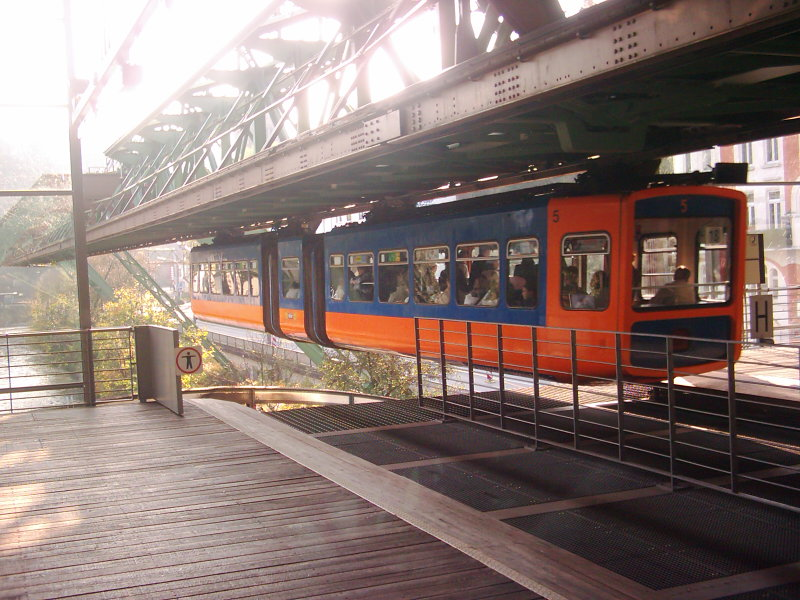
Wuppertal
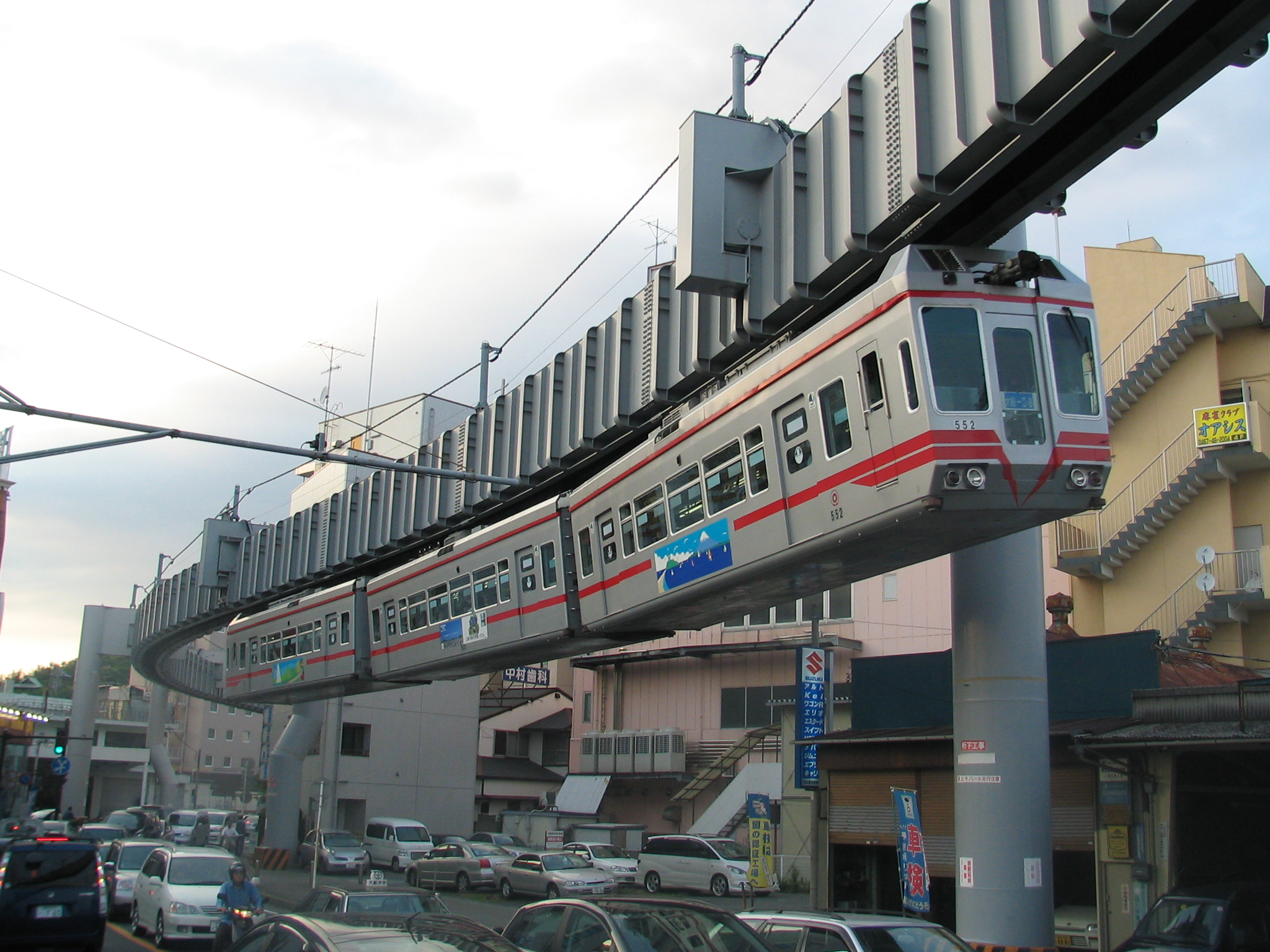
Kamakura
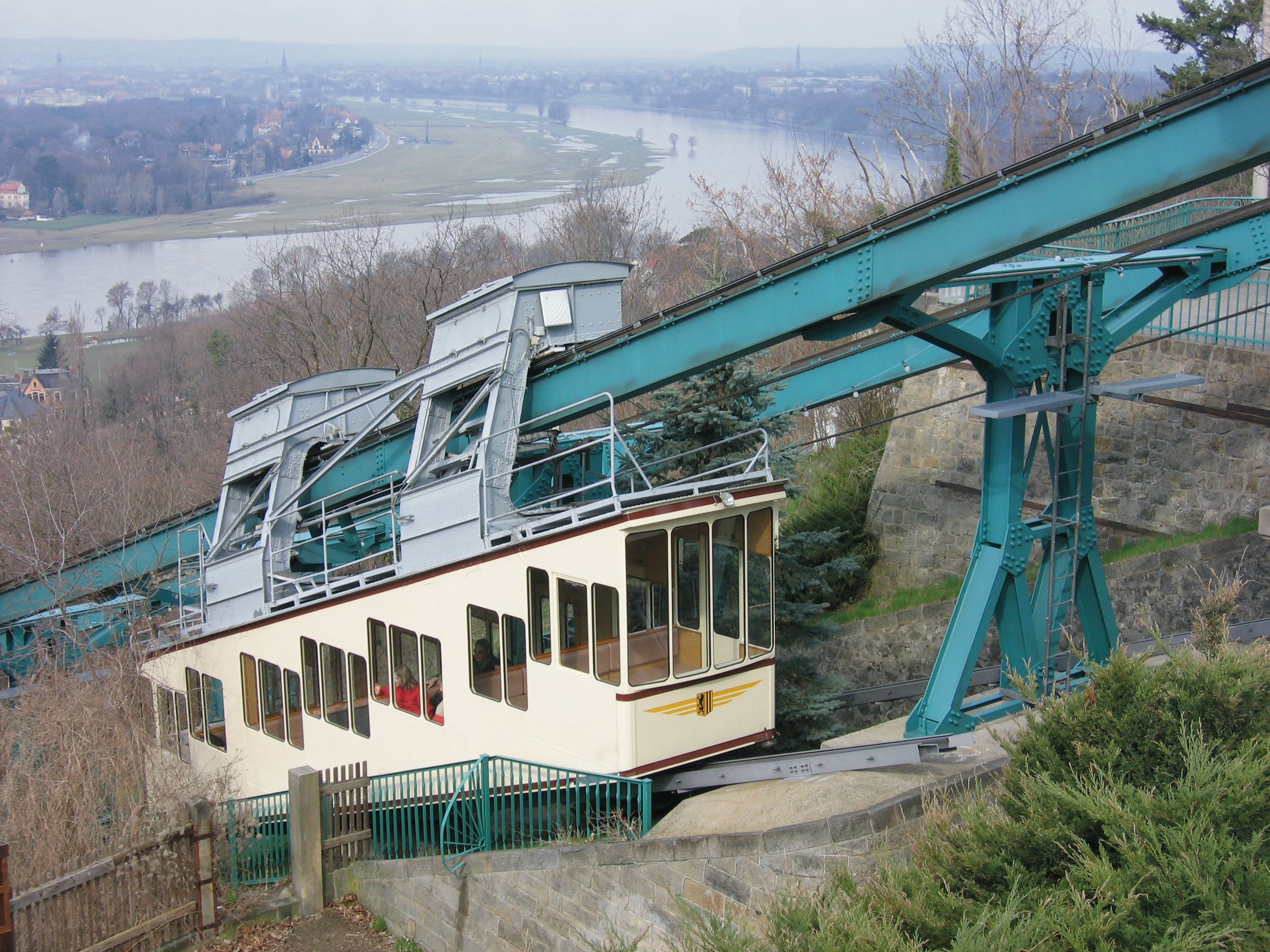
Dresda
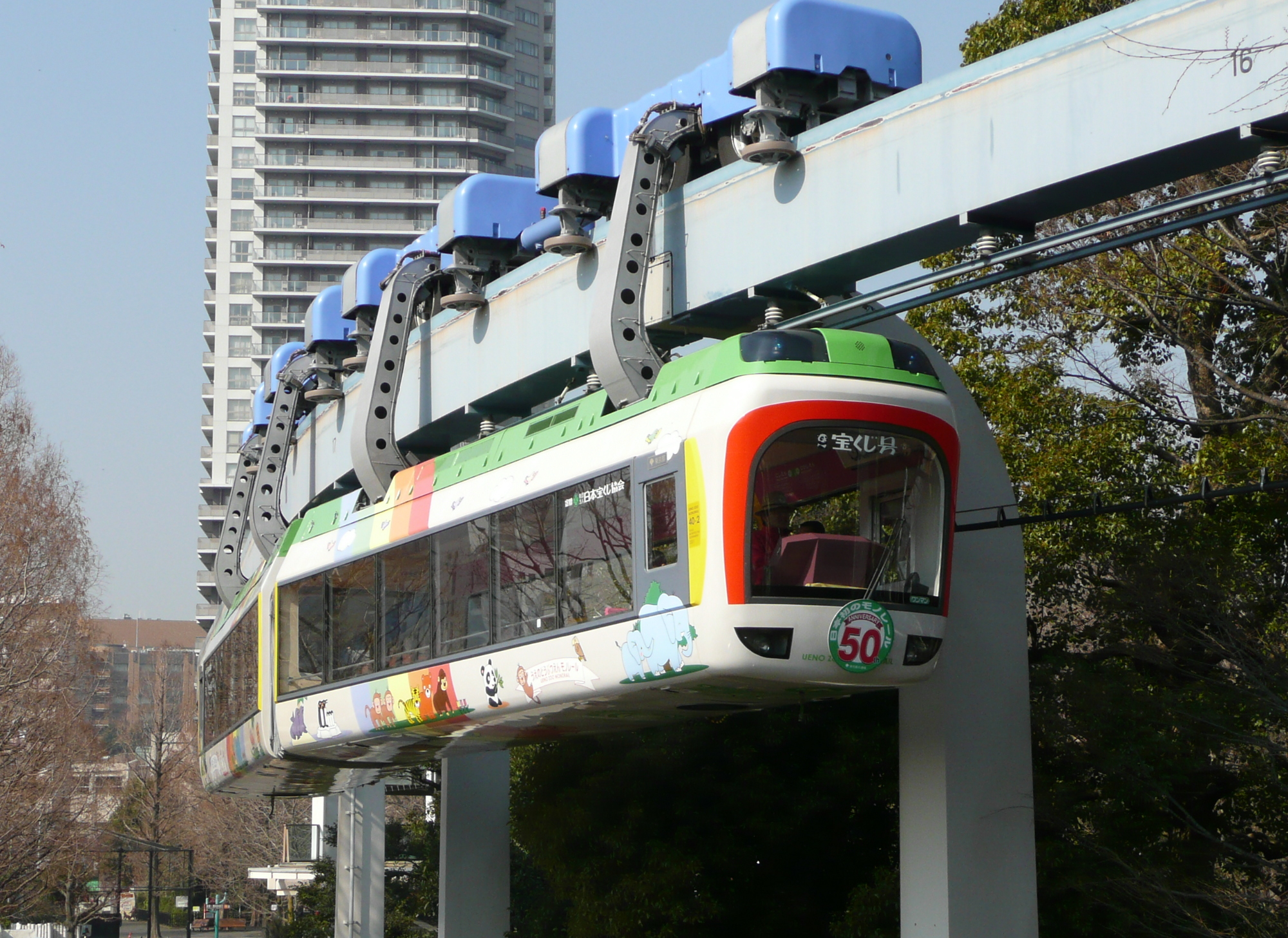
Tokyo
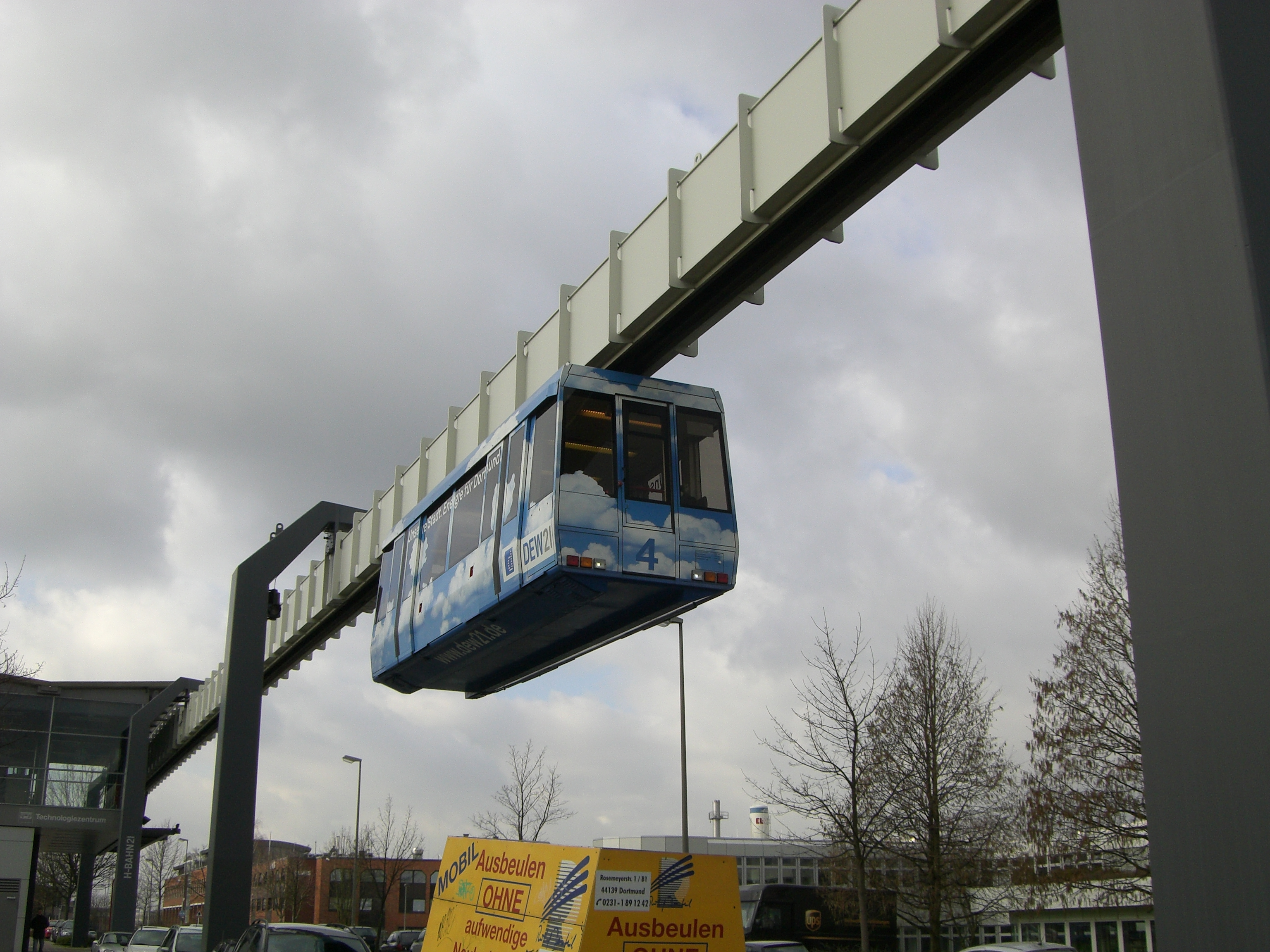
Dortmund
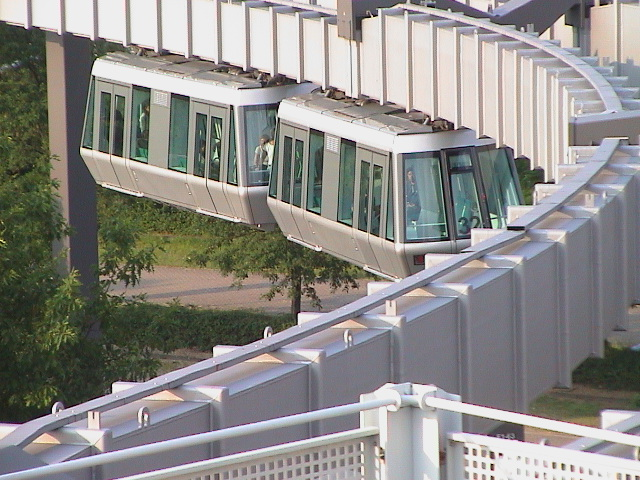
Düsseldorf
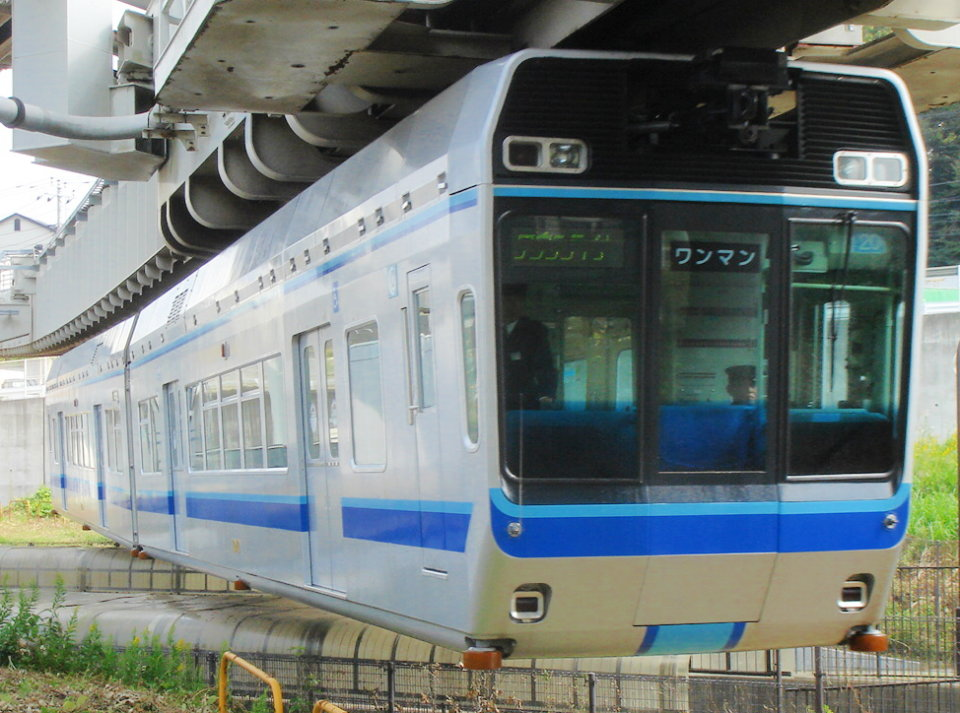
Chiba
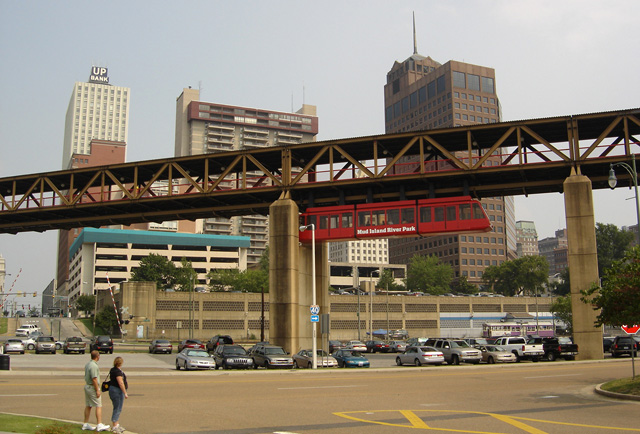
Memphis